# SN 1997dw
SN 1997dw – supernowa odkryta 29 października 1997 roku w galaktyce A041449+0554. W momencie odkrycia miała maksymalną jasność 21,20m.